# Elder Care
Elder Care bezeichnet Dienstleistungen, die in Zusammenhang mit dem Älterwerden und der Betreuung von Angehörigen stehen. Dazu können Vorträge und/oder die Vermittlung von Pflegefachkräften zählen. Auch Unternehmen bieten ihren Mitarbeitern zunehmend Elder Care an, damit diese die Vereinbarkeit von Familie und Beruf bewerkstelligen können.

## Bedeutung
Die steigende Lebenserwartung in Deutschland bringt mit sich, dass die Zahl der Pflegebedürftigen bis 2030 voraussichtlich um 58 % ansteigen wird. Das wiederum birgt Herausforderungen für die älteren Menschen und ihre Familien. Zwei Drittel der Pflegebedürftigen werden privat versorgt und 23 % der Hauptpflegepersonen sind gleichzeitig berufstätig. In allen Fällen ist Älterwerden eine Herausforderung für die ganze Familie.

## Dienstleister
Dienstleister auf dem Gebiet des Elder Cares sind anerkannte freie Träger wie beispielsweise die Arbeiterwohlfahrt oder das Diakonische Werk.